# Direct Fly

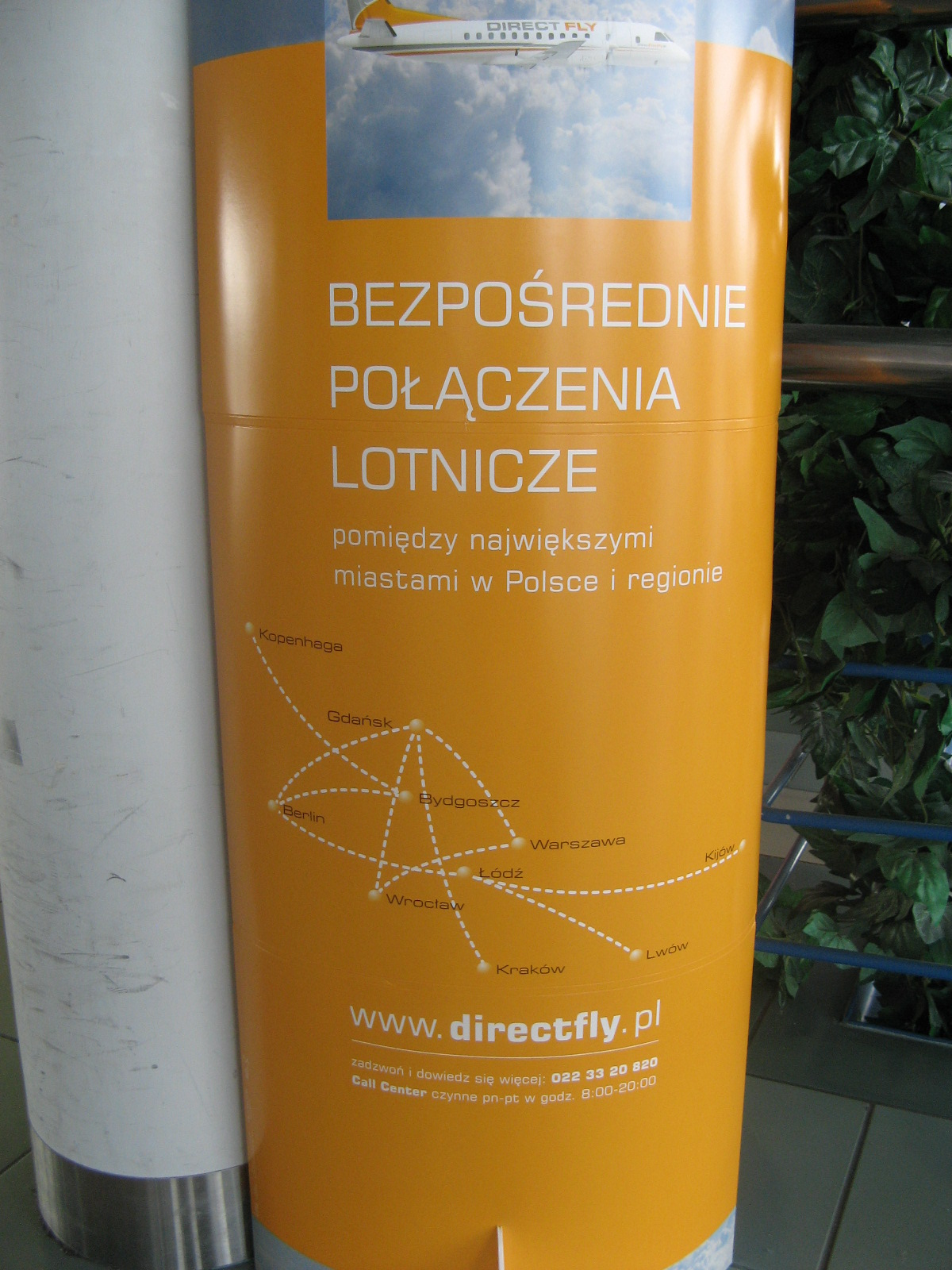
Werbung mit dem Streckennetz

Direct Fly war eine polnische virtuelle Fluggesellschaft mit Sitz in Warschau.

## Geschichte
Direct Fly wurde als virtuelles Tochterunternehmen der polnischen Fluggesellschaft Sky Express gegründet und besaß selbst kein Air Operator Certificate. Die Betriebsaufnahme erfolgte am 12. April 2006. Am 24. Mai 2006 wurde entschieden, die internationalen Routen aufzugeben und sich stattdessen mehr auf die inländischen Routen zu konzentrieren. Am 7. Mai 2007 wurde der Flugbetrieb eingestellt. Das Management äußerte, mit einem Börsengang fehlendes Kapital beschaffen zu wollen. Die Auslastung lag zuletzt bei 20 bis 40 %. Jedoch wurden diese Pläne nie realisiert.
Im Februar 2008 wurde das Mutterunternehmen Sky Express an die börsennotierte AerFinance plc verkauft, die auf ihrer Basis die Fluggesellschaft SprintAir gründete.

## Flugziele
Direct Fly vermarktete anfangs Flüge nach Berlin-Schönefeld, Kopenhagen, Lemberg (Charter) und Kiew (Charter). Dazu wurden Bydgoszcz, Danzig, Krakau, Łódź, Rzeszów, Breslau und Warschau innerhalb Polens bedient.

## Flotte
Die Flotte der Direct Fly bestand aus zwei von Sky Express gemieteten und durch diese betriebenen Saab 340 mit je 34 Sitzplätzen (Luftfahrzeugkennzeichen SP-KPE und SP-KPV).